# Apphianos (męczennik)
Apphianos z Cezarei (Appianus, Amfianus, Appian), zwany przez Greków bratem św. Edezjusza (ur. ok. 287 w Licji, zm. 2 kwietnia 306 w Cezarei Palestyńskiej) – męczennik, święty Kościoła katolickiego.

## Życiorys
Urodził się w bogatej, znanej i niechrześcijańskiej rodzinie. Studiował w Berytus (obecnie Bejrut), skąd udał się do Cezarei; przyjaciel Euzebiusza z Cezarei i uczeń św. Pamfilusza.
Według Martyrologium rzymskiego: w maju 305 roku Maksymin Daja oświadczył, że każdy powinien uczestniczyć w złożeniu ofiary z okazji jego koronacji. Kiedy przyszedł czas na ofiary w mieście Appiana, ten udał się do świątyni, gdzie zatrzymał prefekta Urbana oferując mu kadzidło, tłumacząc, że to bezbożność składając ofiarę bogom, zamiast oddawać cześć prawdziwemu Bogu. Za odmowę złożenia ofiary rzymskim bogom, Apphianos został uwięziony i torturowany. Odrywano jego ciało żelastwem i palono je. Gdy te męczarnie przetrwał, wrzucono go do morza.
Jego wspomnienie liturgiczne w Kościele katolickim obchodzone jest 2 kwietnia.
Serbski Kościół Prawosławny wspomina świętego Apphianusa razem ze św. Aedesiusem 2 kwietnia według kalendarza juliańskiego, jako wspomnienie obu braci (15 kwietnia według kalendarza gregoriańskiego).